# Necdet Özel
Necdet Özel (nascut a Ankara, 1r gener 1950) és el 28è Cap de l'Estat Major General de la República de Turquia. Va ser nomenat per al càrrec el 4 d'agost de 2011. Ha estat descrit pels mitjans de comunicació turcs com un "home de l'exèrcit amb fortes credencials democràtiques".
Özel entra en l'exèrcit turc el 1969. Va comandar el 4e exèrcit turc amb seu a Esmirna i després el 2n exèrcit amb seu a Malatya entre 2008-2010.
El 24 agost 2010 és nomenat cap de la Jandarma.
El juliol de 2011, una part de l'Estat Major turc va renunciar, especialment Işık Koşaner, Cap d'Estat Major. El 29 de juliol, Özel és substituït al capdavant de la Jandarma per Bekir Kalyoncu i és ascendit a cap d'estat major i Comandant interí de l'Exèrcit pel Primer Ministre Recep Tayyip Erdoğan. El president Abdullah Gül Özel confirma el nomenament del cap d'Estat Major el 4 d'agost. El comandament de l'exèrcit de terra torna a Hayri Kıvrıkoğlu.